# Кривая Столетова
Кривая Столетова — график зависимости магнитной восприимчивости от напряжённости магнитного поля в ферромагнетике, определяемая выражением: {\displaystyle \chi _{d}={\frac {dI}{dH}}}. Из рисунка видно, что кривая {\displaystyle \chi _{d}} начинается при Н = 0 с некоторого конечного значения {\displaystyle \chi _{a}} (начальная восприимчивость) и достигает наибольшего значения {\displaystyle \chi _{m}} (максимальная восприимчивость), соответствующего наиболее крутому подъёму кривой I(Н), и затем стремится к нулю, когда намагниченность приближается к насыщению {\displaystyle I_{s}}.

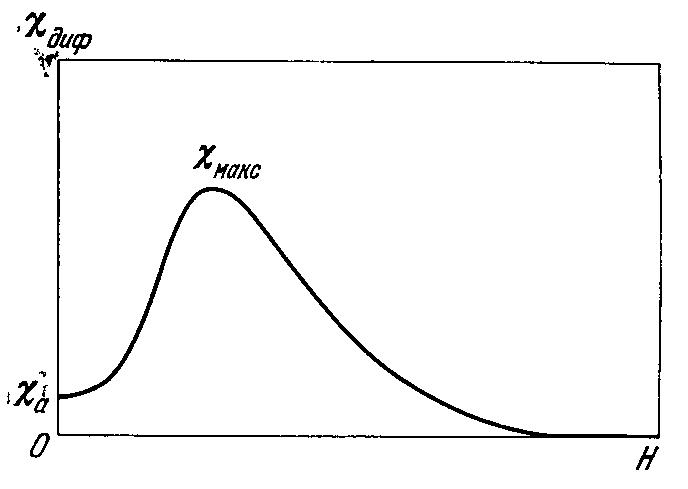